# Ги дьо Мопасан
Вижте пояснителната страница за други личности с името Гуидо.
Анри Рене Албер Ги дьо Мопасан (на френски: Henri René Albert Guy de Maupassant), по известен само като Ги дьо Мопасан, е френски писател натуралист, считан за най-големия френски майстор на късия разказ.

## Биография
Ги дьо Мопасан е роден вероятно в замъка Мироменил в Турвил сюр Арк, Нормандия, на 5 август 1850. Произлиза от стар лотарингски род, който се преселва в Нормандия около XVIII век. Майка му Лор дьо Поатвен е високообразована и изтънчена дама, която обаче не може да търпи непрекъснатите любовни авантюри и изневери на своя грубоват съпруг, затова през 1860 го напуска. След това посвещава целия си живот на възпитанието и образованието на двамата си сина – Мопасан и по-малкия му брат Ерве.
Мопасан е записан в семинарията на градчето Ивто, но скоро след това е изключен от там. Завършва средното си образование в най-реномирания лицей на Руан. През 1869 година Мопасан започва да изучава право в Париж. Скоро след това, на 20-годишна възраст, се записва доброволец в армията по време на Френско-пруската война. Между 1872 и 1880 работи като дребен чиновник първо в Министерството на морските работи, после в Министерството на образованието. Занимава се с журналистика, предприема далечни пътувания като репортер и се сближава с дългогодишния приятел на семейството Гюстав Флобер. Увлича се по астрономията и естествените науки.
Мопасан прави дебюта си като поет със „Стихове“ („Des Vers“, 1880). По същото време той публикува своя шедьовър „Лоената топка“ в сборника „Медански вечери“ („Soirues de Medan“, 1880), който е редактиран от Емил Зола. През 80-те години пише около 300 разказа, шест романа, три пътеписа, и един сборник с поезия. Разказите на Мопасан са безпристрастни и понякога комични. Обикновено те са изградени на основата на всекидневните ситуации в бита, като по този начин Мопасан разкрива скритите страни на хората.
Една от най-известните творби на Мопасан е романът „Бел Ами“ (1885), в който се разказва за безскрупулността на политическия и журналистически елит. „Пиер и Жан“ (1888) е психологична скица на двама братя, а в разказа му„Орла“ („Le Horla“, 1887) е обрисувана лудостта и самоубийството.
Мопасан се заразява от сифилис още в 20-те години на своя живот. Болестта предизвиква у него умствено смущение, като това може да се види в много от кошмарните му разкази, които имат много общо със свръхестествените проникновения на Едгар Алън По. Брат му, който е лекар, умира в болница от умствени смущения.
Мопасан прави опит за самоубийство на 2 януари 1892, когато се опитва да пререже гърлото си. След тази случка е приет в известния частен приют за луди на доктор Бланш в Париж, където умира на 6 юли 1893.

### Романи
- Един живот (на френски: Une vie) (1883)
- Бел Ами (на френски: Bel-Ami) (1885)
- Pierre et Jean (1887)
- Mont-Oriol (1887)
- Fort comme la mort (1889)
- Notre cœur (1890)

### Повести и разкази
- La Maison Tellier (1881)
- Mademoiselle Fifi (Мадмоазел Фифи)(1882)
- Contes de la bécasse (1883)
- Clair de lune (1883)
- Le Lit 29 (1884) (Легло двадесет и девет)
- Miss Harriet (1884) (Мис Хариет)
- Les Sœurs Rondoli (1884)
- Yvette (1884)
- Contes du jour et de la nuit (1885)
- Toine (1885)
- Monsieur Parent (1886)
- La Petite Roque (1886)
- Le Horla (1887)
- Le Rosier de Mme Husson (1888)
- La Main gauche (1889)
- L'Inutile Beauté (1890) (Непотребна красота)

Публикувани посмъртно
- Le Père Milon (1899)
- Le Colporteur (1900)

### Пиеси
- Histoire du vieux temps (1879)
- Une répétition (1880)
- Musotte (1891)
- La Paix du ménage (1893)

### Поезия
- Des vers (1880)

### Пътеписи
- Au soleil (1884)
- Sur l’eau (1888)
- La Vie errante (1890)